# Vasilíes
Vasilíes, en grec moderne : Βασιλείες, est un village du dème de Héraklion, dans le district régional de Héraklion, de la Crète, en Grèce. Selon le recensement de 2011, la population de Vasilíes compte 1 662 habitants.
Le village est situé à une distance de 9,7 km de Héraklion et à une altitude de 300 m.

## Histoire
La localité de Vasilíes est mentionnée dans un contrat de 1271 sous le nom de Vaxilee. Le village est loué par le seigneur féodal Andrée de Rucero à Filippus Bellono. Dans le recensement de Pietro Castrofilaca, il est appelé Vasigliés.